# Chiara Varotari

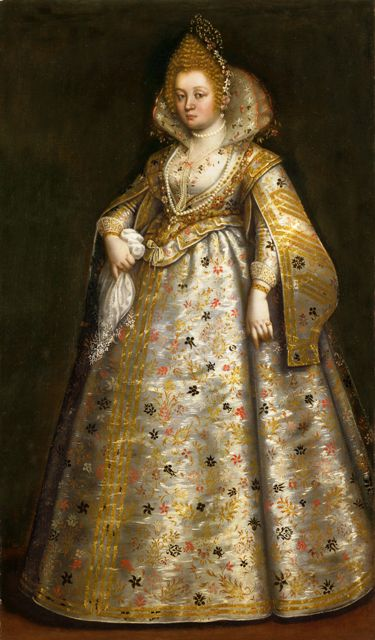
Retrato de Pantasilea Dotto Capodilista, Museo de Padua.

Chiara Varotari (Padua; 1584-Venecia; c. 1663) fue una pintora italiana activa durante el Barroco, especializada en la ejecución de retratos.

## Biografía
Chiara Varotari nació en una familia de artistas, pues su padre era el pintor y arquitecto Dario Varotari el Viejo. El famoso pintor Alessandro Varotari, el Padovanino era su hermano menor. Su formación tuvo lugar en el taller de su padre.
Cuando su hermano comenzó a ser un artista célebre, ella le acompañó siempre en sus viajes, convirtiéndose en su ayudante. Sin embargo, estuvo muy lejos de ser una figura decorativa. Se especializó en la pintura de retratos, en la que llegó a ser una artista destacada; ella misma envió su autorretrato a la colección del Gran Duque de Toscana en los Uffizi. Su estilo era fundamentalmente preciosista, con gran atención a las texturas de los vestidos y las joyas.
En 1614 marchó con su hermano a Venecia, donde en 1624 ambos fundaron una escuela artística donde estudiaron otras pintoras como Caterina Tarabotti y Lucia Scaligeri.
Chiara Varotari también fue escritora. Compuso una Apología del sexo femenino.
No se sabe con certeza la fecha de su muerte, pero se sabe que vivía en Venecia todavía en 1663.

## Obras destacadas
- Autorretrato (Museo d'Arte Medievale e Moderna, Padua)
- Retrato de Vitaliana Buzzaccarini (1620, Colección particular)
- Retrato de dama de la Casa Buzzaccarini (1621, Colección particular)
- Retrato de Pantasilea Dotto Capodilista (1630, Museo d'Arte Medievale e Moderna, Padua)